# Frederick Jacobi
Frederick Jacobi (ur. 4 maja 1891 w San Francisco, zm. 24 października 1952 w Nowym Jorku) – amerykański kompozytor i pedagog.

## Życiorys
Początkowo studiował w Nowym Jorku, gdzie jego nauczycielami byli Rafael Joseffy, Paolo Gallico, Ernest Bloch i Rubin Goldmark, następnie był uczniem Paula Juona w Hochschule für Musik w Berlinie. W latach 1913–1917 odbył praktykę dyrygencką w nowojorskiej Metropolitan Opera. Przez kilka lat przebywał wśród Indian Pueblo w Arizonie i Nowym Meksyku, prowadząc badania nad ich tradycjami muzycznymi. W swojej twórczości kompozytorskiej wykorzystywał później często elementy muzyki indiańskiej. Wykładał w Master School of the United Arts (1924–1936) i Juilliard School of Music (1936–1950). Był prezesem amerykańskiej sekcji Międzynarodowego Towarzystwa Muzyki Współczesnej. Pisał artykuły do czasopisma „Modern Music”. W 1945 roku otrzymał nagrodę im. Davida Bisphama za operę The Prodigal Son.
Do jego uczniów należeli Alexei Haieff, Robert Starer i Robert Ward.

## Wybrane kompozycje
(na podstawie materiałów źródłowych)

### Utwory orkiestrowe
- 2 symfonie (I „Assyrian” 1922, II 1947)
- poemat symfoniczny The Pied Piper (1915)
- A California Suite (1917)
- poemat symfoniczny The Eve of St. Agnes (1919)
- Indian Dances (1927–1928)
- 3 Psalms na wiolonczelę i orkiestrę (1932)
- Koncert wiolonczelowy (1932)
- Koncert fortepianowy (1934–1935)
- Koncert skrzypcowy (1936–1937)
- Ave Rota: 3 Pieces in Multiple Style na fortepian i orkiestrę (1939)
- Rhapsody na harfę i smyczki (1940)
- Night Piece na flet i małą orkiestrę (1940)
- Ode (1941)
- Music Hall Overture (1941)
- Concertino na fortepian i smyczki (1946)
- 2 Pieces in Sabbath Mood (1946)
- uwertura Music Hall (1948)
- Yeibichai (1949)

### Utwory kameralne
- Nocturne na kwartet smyczkowy (b.d.)
- 3 Preludes na skrzypce i fortepian (1921)
- 3 kwartety smyczkowe (I „on Indian Themes” 1924, II 1933, III 1945)
- Sherzo na flet, obój, klarnet, fagot i róg (1936)
- Swing Boy na skrzypce i fortepian (1937)
- Hagiographia: 3 Biblical Narratives na kwartet smyczkowy i fortepian (1938)
- Fantasy na altówkę i fortepian (1941)
- Ballade na skrzypce i fortepian (1942)
- Impressions from the Odyssey na skrzypce i fortepian (1945)
- Music for Monticello na flet, wiolonczelę i fortepian (1945)
- Meditation na puzon i fortepian (1947)
- Sonata wiolonczelowa (1950)
- Night Piece and Dance na flet i fortepian (1952)

### Utwory fortepianowe
- 6 Pieces (1921)
- Pieces for Children (1935)
- Fantasy Sonata (1945)
- Moods (1946)
- Prelude (1946)
- Toccata (1946)
- Introduction and Toccata (1946)
- Suite fantastique (1948)

### Utwory organowe
- 6 Pieces for Use in the Synagogue (1933)
- 3 Quiet Pieces (1950)

### Utwory wokalne i wokalno-instrumentalne
- 2 Assyrian Prayers na głos i orkiestrę (1923)
- The Poet in the Desert na baryton, chór i orkiestrę (1925)
- Sabbath Evening Service na baryton i chór (1930–1931)
- Sadia na głosy męskie (1942)
- Ahavas Olom na tenora, chór i organy (1945)
- Contemplation na chór i fortepian (1947)
- Ode to Zion na chór i 2 harfy (1948)
- Arvit l’shabbat: Friday Evening Service No. 2 na kantora, chór i organy (1952)

### Opera
- The Prodigal Son (1943–1944)